# Laguna Chiar Kkola
Laguna Chiar Kkola är en sjö i Bolivia.   Den ligger i departementet Oruro, i den västra delen av landet, 400 km väster om huvudstaden Sucre. Laguna Chiar Kkola ligger 5 090 meter över havet.
Omgivningarna runt Laguna Chiar Kkola är i huvudsak ett öppet busklandskap. Trakten runt Laguna Chiar Kkola är nära nog obefolkad, med mindre än två invånare per kvadratkilometer.